# Squadra mista ai Giochi della II Olimpiade
Ai Giochi della II Olimpiade, la squadra mista indica le squadre composte da atleti di diverse nazionalità. La squadra mista vinse 12 medaglie in 7 eventi diversi.

## Medagliati
| Medaglia | Nome | Sport          | Gara             |
| -------- | --- | -------------- | ---------------- |
|          | Charles Bennett (GBR) Jack Rimmer (GBR) Sidney Robinson (GBR) Stan Rowley (AUS) Alfred Tysoe (GBR)                         | Atletica       | 5000 m a squadre |
|          | Denis St. George Daly (GBR) Foxhall Parker Keene (USA) Frank Mackey (USA) Alfred Rawlinson (GBR)                           | Polo           |                  |
|          | François Brandt (NED) Hermanus Brockmann (NED) Roelof Klein (NED) Atleta francese sconosciuto (FRA)                        | Canottaggio    | due con          |
|          | Frédéric Blanchy (FRA) William Exshaw (GBR) Jacques Le Lavasseur (FRA)                                                     | Vela           | 2-3 ton(gara 1)  |
|          | Frédéric Blanchy (FRA) William Exshaw (GBR) Jacques Le Lavasseur (FRA)                                                     | Vela           | 2-3 ton (gara 2) |
|          | Edgar Aabye (DEN) August Nilsson (SWE) Eugen Schmidt (DEN) Gustaf Söderström (SWE) Karl Staaf (SWE) Charles Winckler (DEN) | Tiro alla fune |                  |
|          | Walter McCreery (USA) Frederick Freake (GBR) Walter Buckmaster (GBR) Jean de Madre (GBR)                                   | Polo           |                  |
|          | Max Décugis (FRA) Basil Spalding de Garmendia (USA)                                                                        | Tennis         | doppio maschile  |
|          | Yvonne Prévost (FRA) Harold Mahony (GBR)                                                                                   | Tennis         | doppio misto     |
|          | Frederick Agnew Gill (GBR) Robert Fournier-Sarlovèze (FRA) Edouard Alphonse de Rothschild (FRA) Maurice Raoul-Duval (FRA)  | Polo           |                  |
|          | Marion Jones (USA) Laurence Doherty (GBR)                                                                                  | Tennis         | doppio misto     |
|          | Hedwiga Rosenbaumová (BOH) Archibald Warden (GBR)                                                                          | Tennis         | doppio misto     |